# Bootswagen

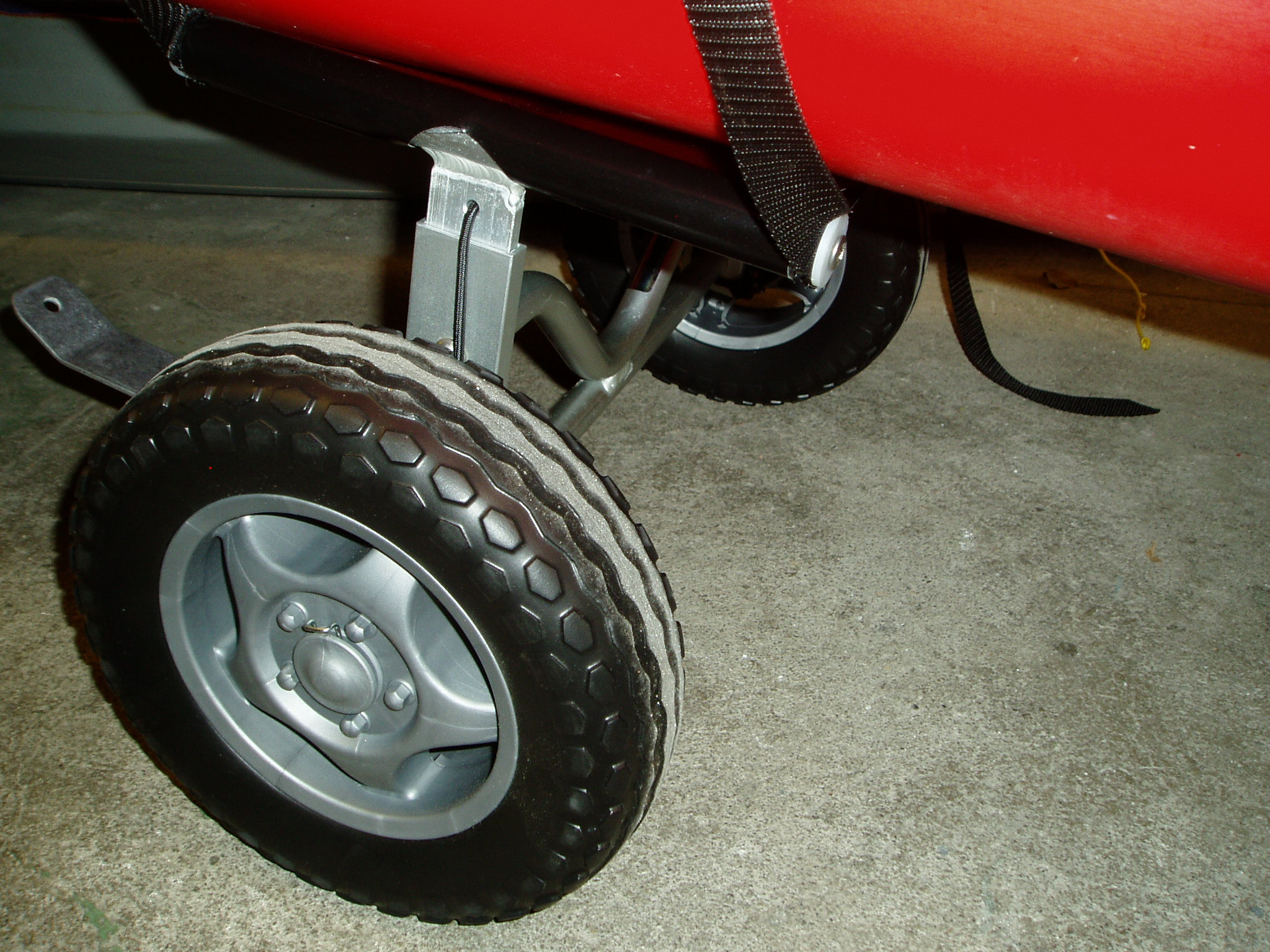
Bootswagen an einem Kajak.

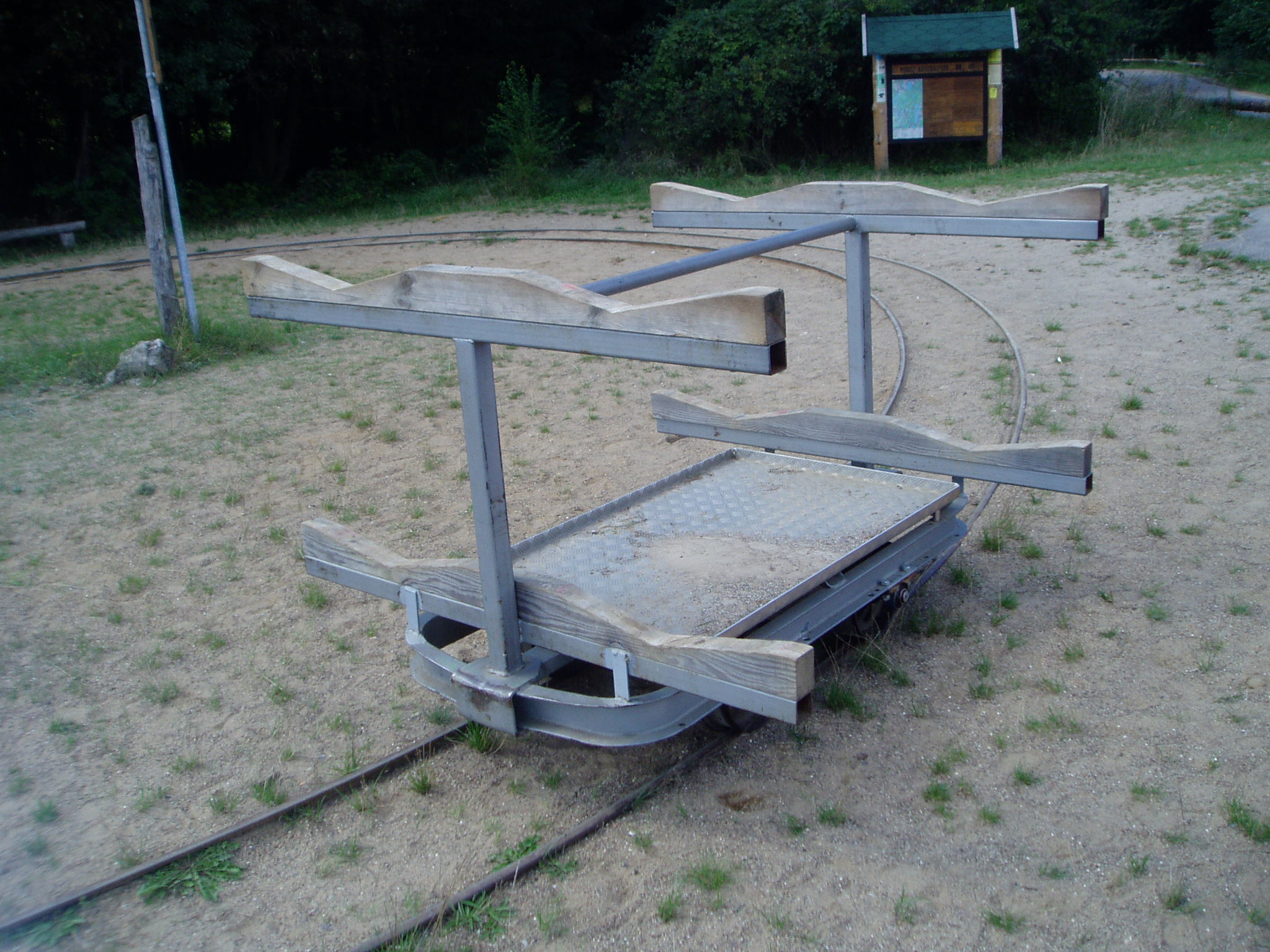
Lore als Bootswagen im Müritz-Nationalpark.

Ein Bootswagen oder Bootskarre wird zum Transport eines Bootes, z. B. eines Kanu verwendet. Es kann zusammengeklappt mitgeführt werden, um bei einer Umtragung verwendet zu werden, oder zur Überwindung der Strecke von einem Transportfahrzeug, mit dem die Anreise zum beabsichtigten Gewässer bewältigt wird, zum Wasser. Bootwagen sind unterschiedlich gebaut, um für die Art des Bootes und den möglichen Untergrund angepasst zu sein. So werden in engen Seekajaks eher kleine zusammenpackbare Bootswagen, die salzwasserresistent sind, verwendet, und bei weichem Untergrund eher breite Reifen mit großem Durchmesser.